# Cicadula cyperaceus
Cicadula cyperaceus är en insektsart som beskrevs av Henry Fairfield Osborn 1898. Cicadula cyperaceus ingår i släktet Cicadula och familjen dvärgstritar. Inga underarter finns listade i Catalogue of Life.